# Боброїди
Бобро́їди — село у Львівському районі Львівської області. Колишня назва — Кам'янка-Лісова.

## Історія
До 1853 р. Боброїди були одним з присілків села Кам'янки-Волоської (було одним з найбільших в Галичині), далі — присілком села Кам'янка-Лісова. Складається з наступних присілків: Гораєць, Губки, Будзани, Лупії, Борові, Джуси, Скаби, Морози, Перетятки, Кам'янка, Хотії, Грицьки, Луцани, Демчини, Кулявці, Білецькі, Чуюки, Заболотнє, Следзі, Кудрики, Станьчуки, Лозові. Назви присілків, в основному, утворені від прізвищ людей, які їх населяли.
Жителі брали активну участь і в УПА.

## За радянської влади
В 1940—1941 рр. село мало окрему Боброїдську сільську раду, яка входила до Магерівського району (існував у 1940–1941 рр. і 1944-1959 рр., припиняв своє функціонування на час нацистської окупації). В 1959 році територію району було передано Рава-Руському району, а сільську раду приєднано до Бишківської сільської ради.

## Населення

### Мова
Розподіл населення за рідною мовою за даними перепису 2001 року:
| Мова       | Кількість | Відсоток |
| ---------- | --------- | -------- |
| українська | 557       | 100%     |

## Церква
Парафія в Кам'янці-Лісовій(Боброїдах) заснована близько 1660 року. Місцева церква, дерев'яна з трьома куполами, будувалася від 1666 року по 1701 рік, а може й до 1721 року. Існує переказ, що стояла спочатку церква коло хат «Лозових», там де тепер стоїть хрест. В церкві знаходився портрет засновника, отця Василія Гавриловича Кудроби з 1668 року і оригінальна грамота заснування парафії на пергаменті, королем Михайлом в 1671 році виставлена. Гарний іконостас пензля Демяна Раєвича з 1666 року, відновив разом з церквою Антоній Монастирський з Любичі в 1859 році.

## Пам'ятки
В селі є Церква Різдва Пресвятої Богородиці (19 століття).

## Відомі уродженці
- Гоцій Василь — керівник Жовківського повітового проводу ОУН, Лицар Срібного хреста заслуги УПА.
- Тарас Стадницький — український актор, сценарист, учасник команд КВН «V.I.P.» «Хлопці з Інтернету», «Модель», «Перша сільська збірна», «Набла».
- Попович Ярослава Михайлівна (* 1977) — українська художниця, критикиня мистецтва.
- Закала Володимир "Амбал"  Володимирович (1994 - 26.04.2022) - солдат 24-ої ОМБр., загинув в м. Попасна, Сіверськодонецького району, Луганської області. Поховали захисника 07.10.2024 в с. Боброїди.